# Изабелла Марская
Изабелла Марская (ум. 12 декабря 1296) — первая жена Роберта Брюса, 7-го графа Каррик, будущего короля Шотландии Роберта I. Изабелла умерла до того, как её муж стал королём. Она была бабушкой короля Роберта II.

## Жизнь
Изабелла была дочерью Домналла I, графа Мара (умер в 1297 году) и Хелен, дочери Лливелина ап Иорверта (умер в 1282 году). Отец Изабеллы был сторонником Роберта Брюса, 5-го лорда Аннандейла (умер в 1295 году), который претендовал на шотландский трон. Тесные отношения между его семьёй и Брюсами подтверждаются двумя браками. Одним из них был брак между Изабеллой и Робертом Брюсом, 7-м графом Каррик (умер в 1329 году), внуком сына Роберта Брюса, 5-го лорда Аннандейла. Сын и наследник Домналла Гартнат (умер ок. 1302 года) был женат на сестре Роберта Брюса, 7-го графа Каррик.
Вероятно брак Роберта Брюса и Изабеллы состоялся в 1290-х годах. У них родился один ребёнок, дочь по имени Марджори (умерла в 1316 году), которая появилась на свет примерно в 1296 году.
Через шесть лет после смерти Изабеллы Роберт Брюс женился во второй раз — на Елизавете де Бург (умерла в 1327 году). Дочь Роберта и Изабеллы, Марджори, вышла замуж за Уолтера Стюарта, лорда-стюарда Шотландии. Их сын стал королём Шотландии Робертом II (умер в 1390 году).